# Чемпионат Уругвая по футболу 1938
Примера А Уругвая по футболу 1938 года — очередной сезон лиги. Турнир проводился по двухкруговой системе в 22 тура (из-за нечётного числа участников). Все клубы из Монтевидео.

## Таблица
| №  | Клуб                 | И  | В  | Н | П  | Заб | Проп | Очки |
| 1  | Пеньяроль            | 20 | 16 | 2 | 2  | 62  | 24   | 34   |
| 2  | Насьональ            | 20 | 14 | 3 | 3  | 59  | 20   | 31   |
| 3  | Сентраль             | 20 | 9  | 7 | 4  | 36  | 26   | 25   |
| 4  | Монтевидео Уондерерс | 20 | 9  | 4 | 7  | 35  | 27   | 22   |
| 5  | Белья Виста          | 20 | 6  | 8 | 6  | 24  | 30   | 20   |
| 6  | Дефенсор             | 20 | 6  | 7 | 7  | 37  | 35   | 19   |
| 7  | КА Ривер Плейт       | 20 | 6  | 7 | 7  | 27  | 37   | 19   |
| 8  | Расинг               | 20 | 4  | 8 | 8  | 23  | 30   | 16   |
| 9  | Суд Америка          | 20 | 5  | 4 | 11 | 32  | 54   | 14   |
| 10 | Рампла Хуниорс       | 20 | 3  | 7 | 10 | 28  | 45   | 13   |
| 11 | Ливерпуль            | 20 | 1  | 5 | 14 | 17  | 52   | 7    |

## Матчи

### Тур 1
| Пеньяроль — Ливерпуль 2:0        |
| Ривер Плейт — Насьональ 3:2      |
| Уондерерс — Расинг 2:0           |
| Сентраль — Белья Виста 1:1       |
| Суд Америка — Рампла Хуниорс 4:2 |

### Тур 2
| Насьональ — Уондерерс 2:0     |
| Пеньяроль — Дефенсор 3:2      |
| Белья Виста — Суд Америка 5:3 |
| Сентраль — Ливерпуль 5:3      |
| Расинг — Рампла Хуниорс 2:2   |

### Тур 3
| Пеньяроль — Белья Виста 4:2   |
| Насьональ — Сентраль 4:2      |
| Суд Америка — Расинг 3:1      |
| Дефенсор — Рампла Хуниорс 1:1 |
| Ливерпуль — Ривер Плейт 0:0   |

### Тур 4
| Насьональ — Рампла Хуниорс 6:0 |
| Ливерпуль — Расинг 1:4         |
| Дефенсор — Ривер Плейт 3:2     |
| Уондерерс — Белья Виста 2:1    |
| Пеньяроль — Суд Америка 6:0    |

### Тур 5
| Пеньяроль — Ривер Плейт 2:1      |
| Насьональ — Ливерпуль 3:0        |
| Сентраль — Дефенсор 5:0          |
| Рампла Хуниорс — Белья Виста 5:0 |
| Уондерерс — Суд Америка 3:1      |

### Тур 6
| Насьональ — Расинг 1:0           |
| Уондерерс — Пеньяроль 2:1        |
| Ривер Плейт — Рампла Хуниорс 1:0 |
| Дефенсор — Ливерпуль 7:0         |
| Суд Америка — Сентраль 1:1       |

### Тур 7
| Пеньяроль — Сентраль 2:2    |
| Насьональ — Белья Виста 4:0 |
| Уондерерс — Дефенсор 0:0    |
| Расинг — Ривер Плейт 0:0    |
| Суд Америка — Ливерпуль 2:1 |

### Тур 8
| Насьональ — Суд Америка 4:1    |
| Пеньяроль — Рампла Хуниорс 4:2 |
| Уондерерс — Сентраль 2:0       |
| Белья Виста — Ривер Плейт 0:0  |
| Дефенсор — Расинг 1:1          |

### Тур 9
| Ривер Плейт — Уондерерс 5:1    |
| Рампла Хуниорс — Ливерпуль 1:1 |
| Белья Виста — Дефенсор 2:1     |
| Сентраль — Расинг 1:1          |
| Пеньяроль — Насьональ 3:1      |

### Тур 10
| Сентраль — Ривер Плейт 2:1     |
| Пеньяроль — Расинг 3:1         |
| Рампла Хуниорс — Уондерерс 2:1 |
| Ливерпуль — Белья Виста 1:1    |
| Дефенсор — Суд Америка 3:0     |

### Тур 11
| Ривер Плейт — Суд Америка 2:0 |
| Насьональ — Дефенсор 4:2      |
| Расинг — Белья Виста 0:0      |
| Уондерерс — Ливерпуль 5:0     |
| Сентраль — Рампла Хуниорс 2:1 |

### Тур 12
| Пеньяроль — Ливерпуль 2:1        |
| Насьональ — Ривер Плейт 10:0     |
| Расинг — Уондерерс 2:1           |
| Сентраль — Белья Виста 0:0       |
| Суд Америка — Рампла Хуниорс 3:3 |

### Тур 13
| Насьональ — Уондерерс 3:0     |
| Пеньяроль — Дефенсор 2:0      |
| Белья Виста — Суд Америка 1:1 |
| Сентраль — Ливерпуль 2:2      |
| Рампла Хуниорс — Расинг 2:0   |

### Тур 14
| Пеньяроль — Белья Виста 1:0   |
| Насьональ — Сентраль 2:0      |
| Суд Америка — Расинг 4:2      |
| Дефенсор — Рампла Хуниорс 4:1 |
| Ривер Плейт — Ливерпуль 3:1   |

### Тур 15
| Насьональ — Рампла Хуниорс 3:0 |
| Расинг — Ливерпуль 2:0         |
| Дефенсор — Ривер Плейт 1:1     |
| Белья Виста — Уондерерс 1:0    |
| Пеньяроль — Суд Америка 6:1    |

### Тур 16
| Пеньяроль — Ривер Плейт 7:0      |
| Насьональ — Ливерпуль 2:1        |
| Сентраль — Дефенсор 3:2          |
| Рампла Хуниорс — Белья Виста 1:1 |
| Уондерерс — Суд Америка 3:2      |

### Тур 17
| Расинг — Насьональ 2:1           |
| Уондерерс — Пеньяроль 2:2        |
| Ривер Плейт — Рампла Хуниорс 1:1 |
| Ливерпуль — Дефенсор 3:1         |
| Сентраль — Суд Америка 4:1       |

### Тур 18
| Пеньяроль — Сентраль 2:1    |
| Насьональ — Белья Виста 1:1 |
| Уондерерс — Дефенсор 1:1    |
| Расинг — Ривер Плейт 1:1    |
| Суд Америка — Ливерпуль 2:0 |

### Тур 19
| Насьональ — Суд Америка 2:2    |
| Пеньяроль — Рампла Хуниорс 5:2 |
| Сентраль — Уондерерс 1:0       |
| Белья Виста — Ривер Плейт 2:1  |
| Дефенсор — Расинг 2:2          |

### Тур 20
| Ривер Плейт — Уондерерс 1:1    |
| Рампла Хуниорс — Ливерпуль 0:0 |
| Дефенсор — Белья Виста 3:2     |
| Сентраль — Расинг 0:0          |
| Насьональ — Пеньяроль 2:1      |

### Тур 21
| Сентраль — Ривер Плейт 2:0     |
| Пеньяроль — Расинг 4:2         |
| Уондерерс — Рампла Хуниорс 4:1 |
| Белья Виста — Ливерпуль 3:1    |
| Дефенсор — Суд Америка 1:0     |

### Тур 22
| Ривер Плейт — Суд Америка 4:1 |
| Насьональ — Дефенсор 2:2      |
| Белья Виста — Расинг 1:0      |
| Уондерерс — Ливерпуль 5:1     |
| Сентраль — Рампла Хуниорс 2:1 |

## Матчи за право остаться в лиге
- Ливерпуль — Прогресо 3:1
- Прогресо — Ливерпуль 3:2
- Ливерпуль — Прогресо 2:1

«Ливерпуль» остаётся в лиге, «Прогресо» остаётся в Дивизионе Интермедиа.